# Saint-Amand-Montrond
Saint-Amand-Montrond je naselje in občina v osrednji francoski regiji Center, podprefektura departmaja Cher. Leta 2007 je naselje imelo 11.464 prebivalcev.

## Geografija
Kraj leži v pokrajini Berry ob vzhodni brežini reke Cher in kanalu Berry, 54 km južno od Bourgesa.

## Uprava
Saint-Amand-Montrond je sedež istoimenskega kantona, v katerega so poleg njegove vključene še občine Bouzais, Bruère-Allichamps, La Celle, Colombiers, Drevant, Farges-Allichamps, La Groutte, Marçais, Meillant, Nozières, Orcenais in Orval s 17.517 prebivalci.
Naselje je tudi sedež okrožja, sestavljenega iz kantonov Charenton-du-Cher, Châteaumeillant, Châteauneuf-sur-Cher, Le Châtelet, Dun-sur-Auron, La Guerche-sur-l'Aubois, Lignières, Nérondes, Saint-Amand-Montrond, Sancoins in Saulzais-le-Potier s 67.344 prebivalci.

## Zgodovina
Naselbina Saint-Amand sega še v predrimsko obdobje. V srednjem veku je bilo naselje razdeljeno na tri dele: Saint-Amand-le-Chastel, Montrond in Saint-Amand-sous-Montrond. V tem obdobju so se na mestu Maison-Dieu (sedanji Noirlac) umestili cistercijanski redovniki.

## Zanimivosti
- grad Château de La Férolle,
- ruševine gradu Château de Montrond,
- opatija Noirlac,
- Canal de Berry,
- La Cité de l'Or,
- Musée Saint-Vic.

## Pobratena mesta
- Nottuln (Severno Porenje - Vestfalija, Nemčija),
- Otwock (Mazovijsko vojvodstvo, Poljska),
- Riobamba (Ekvador).